# Perumbaikad
Perumbaikad è una suddivisione dell'India, classificata come census town, di 42.984 abitanti, situata nel distretto di Kottayam, nello stato federato del Kerala. In base al numero di abitanti la città rientra nella classe III (da 20.000 a 49.999 persone).

## Geografia fisica
La città è situata a 9° 37' 43 N e 76° 30' 46 E.

## Società

### Evoluzione demografica
Al censimento del 2001 la popolazione di Perumbaikad assommava a 42.984 persone, delle quali 21.085 maschi e 21.899 femmine. I bambini di età inferiore o uguale ai sei anni assommavano a 4.522, dei quali 2.302 maschi e 2.220 femmine. Infine, coloro che erano in grado di saper almeno leggere e scrivere erano 37.114, dei quali 18.364 maschi e 18.750 femmine.